# والنسیا، پاکستان
والنسیا (به انگلیسی: Valancia) یک منطقهٔ مسکونی در پاکستان است که در لاهور واقع شده‌است.